# Demon Slayer: Kimetsu no Yaiba – The Hinokami Chronicles
Demon Slayer: Kimetsu no Yaiba — The Hinokami Chronicles (с англ. — «Истребитель демонов: Хроники Бога огня») — 3D-видеоигра в жанрах файтинг и action, разработанная студией CyberConnect2. Игра создана по мотивам аниме-адаптации манги Коёхару Готогэ «Истребитель демонов» и выпущена в октябре 2021 года для платформ Microsoft Windows, PlayStation 4, PlayStation 5, Xbox One и Xbox Series X/S компанией Aniplex в Японии и Sega в остальном мире. В июне 2022 года состоялся релиз версии для Nintendo Switch.
В августе 2025 года состоится релиз сиквела под названием Demon Slayer: Kimetsu no Yaiba — The Hinokami Chronicles 2.

## Синопсис
Основной сюжет является адаптацией первого сезона аниме-сериала, а также аниме-фильма «Истребитель демонов: Поезд „Бесконечный“». Игрок управляет Тандзиро Камадо, протагонистом серии, который присоединяется к Истребителям демонов и сражается с различными демонами, чтобы помочь своей сестре Нэдзуко, превратившейся в демона, снова стать человеком. В истории представлено несколько элементов экспозиции, которые раскрываются посредством кат-сцен и битв с боссами, в роли которых выступают показанные в аниме демоны. В The Hinokami Chronicles также присутствует версус-мод, в котором игроки собирают команды из двух бойцов из предложенного списка и сражаются с внутриигровыми ботами или с другими игроками. Игра поддерживает как локальный, так и сетевой многопользовательский режим.

### Персонажи
На стадии запуска в игре присутствовало 18 истребителей, в том числе шесть персонажей из спин-офф-сериала «Учимся вместе! Школьные истории истребителей». Позднее в качестве загружаемого контента (DLC) было добавлено ещё 13 персонажей, в общей сложности в игре 31 персонаж.
- Тандзиро Камадо
- Нэдзуко Камадо
- Сакондзи Урокодаки
- Макомо
- Сабито
- Дзэницу Агацума
- Иноскэ Хасибира
- Мурата
- Гию Томиока
- Синобу Котё
- Кёдзюро Рэнгоку
- Тандзиро (Бог огня)
- Тандзиро (школьник)
- Нэдзуко (школьница)
- Дзэницу (школьник)
- Иноскэ (школьник)
- Гию (школьник)
- Синобу (школьница)
- Руи (DLC)
- Акадза (DLC)
- Яхаба (DLC)
- Сусамару (DLC)
- Эмму (DLC)
- Юсиро и Тамаё (DLC)
- Тэнгэн Удзуй (платное DLC)
- Нэдзуко Камадо (режим берсерка) (платное DLC)
- Тандзиро Камадо («Квартал красных фонарей») (платное DLC)
- Дзэницу Агацума («Квартал красных фонарей») (платное DLC)
- Иноскэ Хасибира («Квартал красных фонарей») (платное DLC)
- Даки (платное DLC)
- Гютаро (платное DLC)

## Разработка
Об игре впервые было объявлено в марте 2020 года. Тогда компания Aniplex должна была выпустить её для игровой приставки PlayStation 4; до этого компания участвовала в производстве аниме-адаптации 2019 года. Позднее в том же месяце были показаны первые кадры, а также было объявлено о том, что игру, получившую название Kimetsu no Yaiba Hinokami Keppūtan, будет разрабатывать студия CyberConnect2, известная как автор серии Naruto: Ultimate Ninja. Спустя несколько месяцев разработки журнал Weekly Shonen Jump сообщил, что проект станет мультиплатформенным файтингом для PlayStation 4, PlayStation 5, Xbox One, Xbox Series X/S и Microsoft Windows. Ufotable, студия анимации, работавшая над аниме-сериалом, создала несколько иллюстраций для игры.
После запуска для The Hinokami Chronicles было издано три DLC, в каждом из которых было по два новых персонажа. Первое, анонсированное в октябре 2021 года и вышедшее в ноябре, добавляло в игру Акадзу и Руя, первых играбельных антагонистов. Набор дополнительных персонажей, выпущенный в 2022 году, включал в себя семь персонажей из сюжетной арки «Квартал красных фонарей» и был платным DLC. Версия для консоли Nintendo Switch вышла в Японии 9 июня 2022 года, а во всём остальном мире — на следующий день.

## Реакция
| Сводный рейтинг       | Сводный рейтинг                                 |
| Агрегатор             | Оценка                                          |
| --------------------- | ----------------------------------------------- |
| Metacritic            | PS4: 70/100 PS5: 70/100 XSXS: 82/100 NS: 74/100 |
| Иноязычные издания    |                                                 |
| Издание               | Оценка                                          |
| Destructoid           | 6,5/10                                          |
| Famitsu               | 33/40                                           |
| IGN                   | 7/10                                            |
| Jeuxvideo.com         | PS5: 13/20 NS: 14/20                            |
| Nintendo Life         | [ 23 ]                                          |
| Nintendo World Report | 8,5/10                                          |
| Push Square           | [ 25 ]                                          |
| Shacknews             | 7/10                                            |
| Русскоязычные издания |                                                 |
| Издание               | Оценка                                          |
| StopGame.ru           | «Проходняк»                                     |

На агрегаторе рецензий Metacritic версии игры Demon Slayer: Kimetsu no Yaiba — The Hinokami Chronicles для большинства платформ получили «смешанные или средние» отзывы; версия для Xbox Series X/S получила «в целом положительные» отзывы. В течение первой недели после выхода версия для PlayStation 4 стала самой успешной игрой в розничной торговле Японии — число проданных физических копий составило 94 849. В то же время издание для PlayStation 5 разошлось тиражом в 20 187 копий, став второй самой продаваемой игрой в японском ритейле. По состоянию на декабрь 2021 года по всему миру было продано более 1,32 млн копий.

## Комментарии
1. ↑  В Японии известна как  (яп. 鬼滅の刃 ヒノカミ血風譚 Кимэцу но яиба Хиноками кэппу:тан).